# حقول فوكسهول (مونموث)
حقول فوكسهول والمعروفة أيضاً بمروج فوكسهول، وهي حقول مائية تقع في شمال مركز قرية مونموث، في ويلز. ويحُد الحقول نهر مونّوو من جهتين. ولم تخضع السهول لأي تطوير عموماً. وكانت المنطقة عرضة للفيضان في العديد من المناسبات على مر السنين.

## تاريخ الحقول
كانت هذه الحقول أراضٍ زراعية قبل عام 1880. وكانت تتكون في الأصل من عدة حقول هي: سهول ميدان القلعة، وحقل دَير الأرض المسطحة السفلي، وحقل الدير الأوسط وسهول الجسر. ولعل حقل القلعة هو الموقع الأبرز لـمعركة مونموث عام 1233 بين مناصري هنري الثالث ملك إنجلترا ومناصري ريتشارد إيرل بيمبروك واللورد مارشال. وفي أواخر القرن الثامن عشر، كان جزء من المنطقة مُخطط كمتنزهات من قبل السيد تيبس مالك فندق بوفورت آرمز، وأصبح معروفاً كـ فوكسهول كناية عن حدائق فوكسهول في لندن.
و البيت الريفي فوكسهول هو مبنى مصنف بالدرجة الثانية وهو لا يزال كذلك منذ الثامن من أكتوبر من عام 2005. ويقع البيت حوالي 500م شمال قلعة مونموث، بواجهة إلى الشمال عبر سهول فوكسهول. واستُخدِمت منطقة حقول فوكسهول من قبل استعراض مونموث من عام 1946 وحتى عام 2006, على الرغم من أن الاستعراض لم يُقام في عامي 1956 أو 2001 بسبب تفشي مرض القدم و الفم. كما أن الحقول اُستخدمت من قبل مدرسة هابرداشرس مونموث للبنات كساحات لعب حتى باعت المدرسة أرضها الخاصة وبَنت ساحات لعِب قريبة من المدرسة في عام 1980.
و في الآونة الأخيرة جداً تم استخدام الحقول لاحتفال كيت الويلزي العالمي، وسباق الهياكل البخارية، والإحتفال الأسكتلندي الصاخب، وعروض الكلاب، وعرض منافسات القفز، والجولات الإرشادية، الجري المرح، ورحلات المنطاد الهوائي الساخن.

## سباق الأحصنة
يرجع تاريخ عقد سباقات الخيول إلى عام 1734. وقد أُقيمت سباقات الخيول في أعوامها الأولى في متنزه تشبنهام. ولا يمكن الجزم بـتاريخ انتقال السباقات إلى حقول فوكسهول لكن بحلول عام 1902 جعلت سباقات مونموث من مونموث مركزاً لسباقات الصيد الوطنية. كما كانت الحقول قيد الاستخدام حتى انتهت السباقات عام 1933. فكانت هذه نهاية ما يقارب المئتي عام من تاريخ السباقات في مونموث. أما تخطيط مضمار السباق جلي للغاية على خرائط مصلحة خرائط مونموث من عام 1900 وحتى عام 1930 والتي تُظهر موقع المدرّج أيضاً. ولدى متحف مونموث صورة واحدة فقط لسباقات مونموث خلال إقامتها اُلتقطت في عام 1925.

## معسكر فوكسهول
لدى مهندسي مقاطعة مونموث الملكية الملكيون (مليشيا) (R MON RE(M)) معسكر على حقول فوكسهول. كما أنهم بنوا جسر معروف بـالجسر الأبيض في عام 1905. وقد بتم بناءه وتمديده فوق نهر مونو حتى تم استبداله مع جسر إنجليس الذي لا يزال قائماً. إن الجسر هو الدليل الوحيد المعروف على أن جسر إنجليس لا يزال يستخدم من قبل العامة في بريطانيا. وقد أعلن الجيش نيته منع العربات على الجسر من أكتوبر عام 2011. كما قد استخدموا الحقل لحفلات منح الميداليات.

## مهبط طائرات
في أغسطس من عام 1912 أصبحت طائرة ثنائية السطح أول طائرة تهبط في مونموث عندما هبطت على حقول فوكسهول. وكانت الطائرة قد حلقت لارك هيل في سهول ساليسبري، عن طريق ويموث وتم التحليق بها من قبل الملازم فوكس. ثم بعد ذلك غادرت الطائرة وعلى متنها الطيار فقط نتيجةً لـلأرض الموحلة غير قادرة على حمل وزن أكبر. بناءً على هذا بقي الحدث مجهولاً.

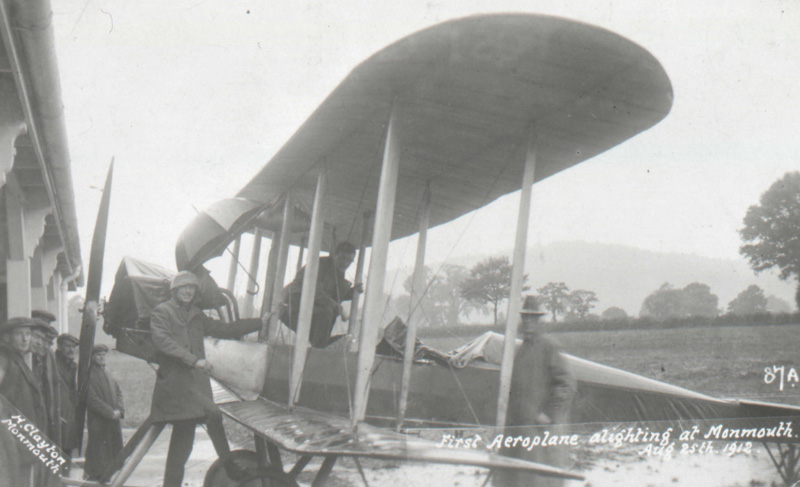
طائرة مصنع الطائرات الملكي BE2. أول طائرة تهبط في مونموث

## لعبة الغولف
تم تشكيل نادي للغولف يسمى فوكسهول غولف كلوب في عام 1892 بواسطة أعضاء من أفراد الجيش المتمركزين في القرية. لذلك كان غالبية أعضاء النادي من موظفي الجيش. وتم الاستيلاء على نادي الغولف أخيراً من قبل نادي مونموث للغولف الذي بدوره استخدم ميادين فوكسهول حتى عام 1903 عندما انتقل النادي إلى أملاك قصر هندرا (عائلة رولز) باعتبار أن مروج فوكسهول غير ملائمة.

## بناء المنازل
اقترحت شركة بناء المنازل تايلور ويمبي بناء ثلاثمائة منزل في وحول هذه الحقول كبديل لموقع في مسودة خطة التطوير المحلي. لكن تم انتقاد الاقتراح بأنه يهدف إلى البناء في ريف مفتوح خارج حدود الاستيطان المرسومة.

## معرض

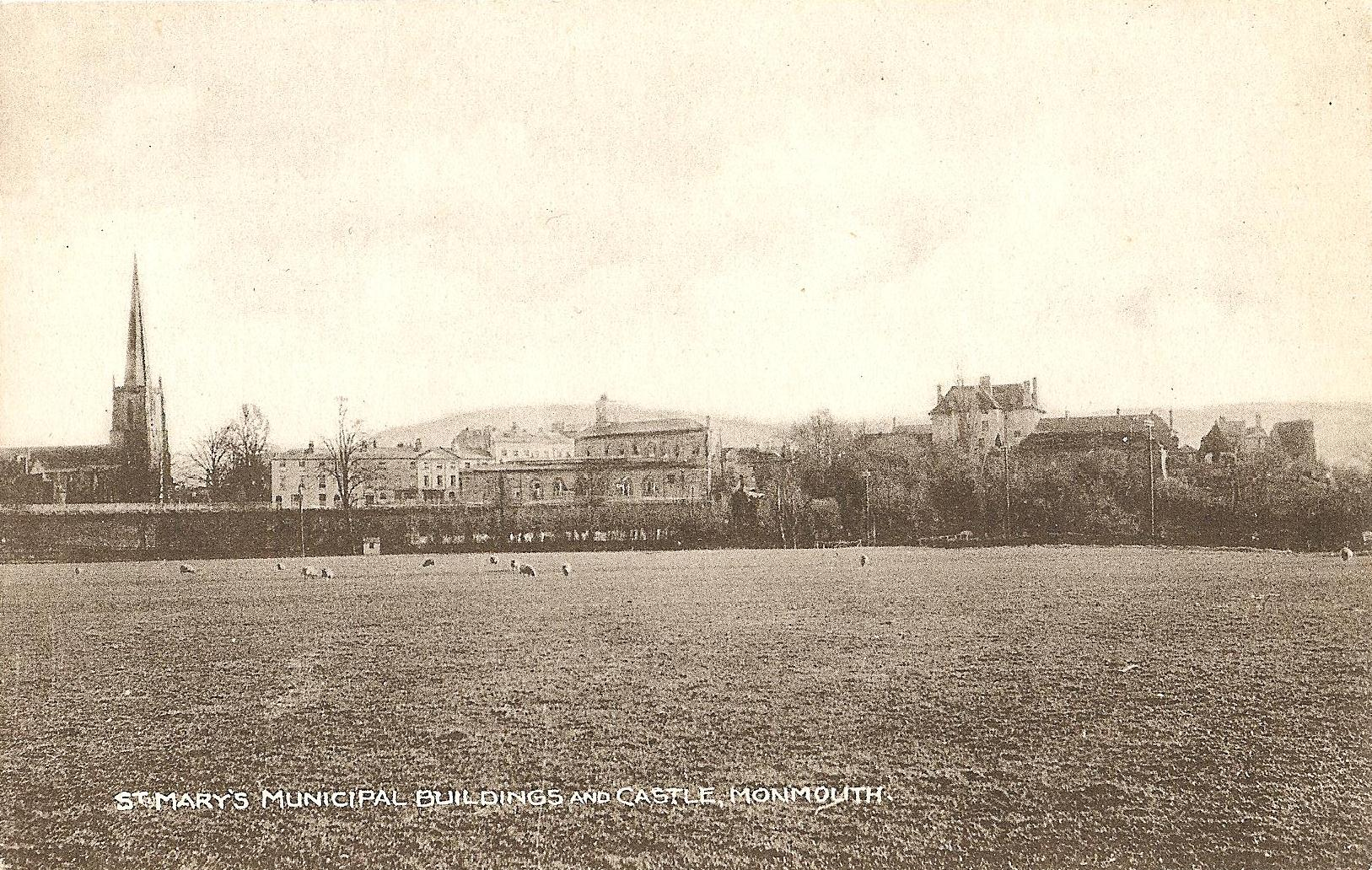
Monmouth Vauxhall Fields Looking at the Town 1930's
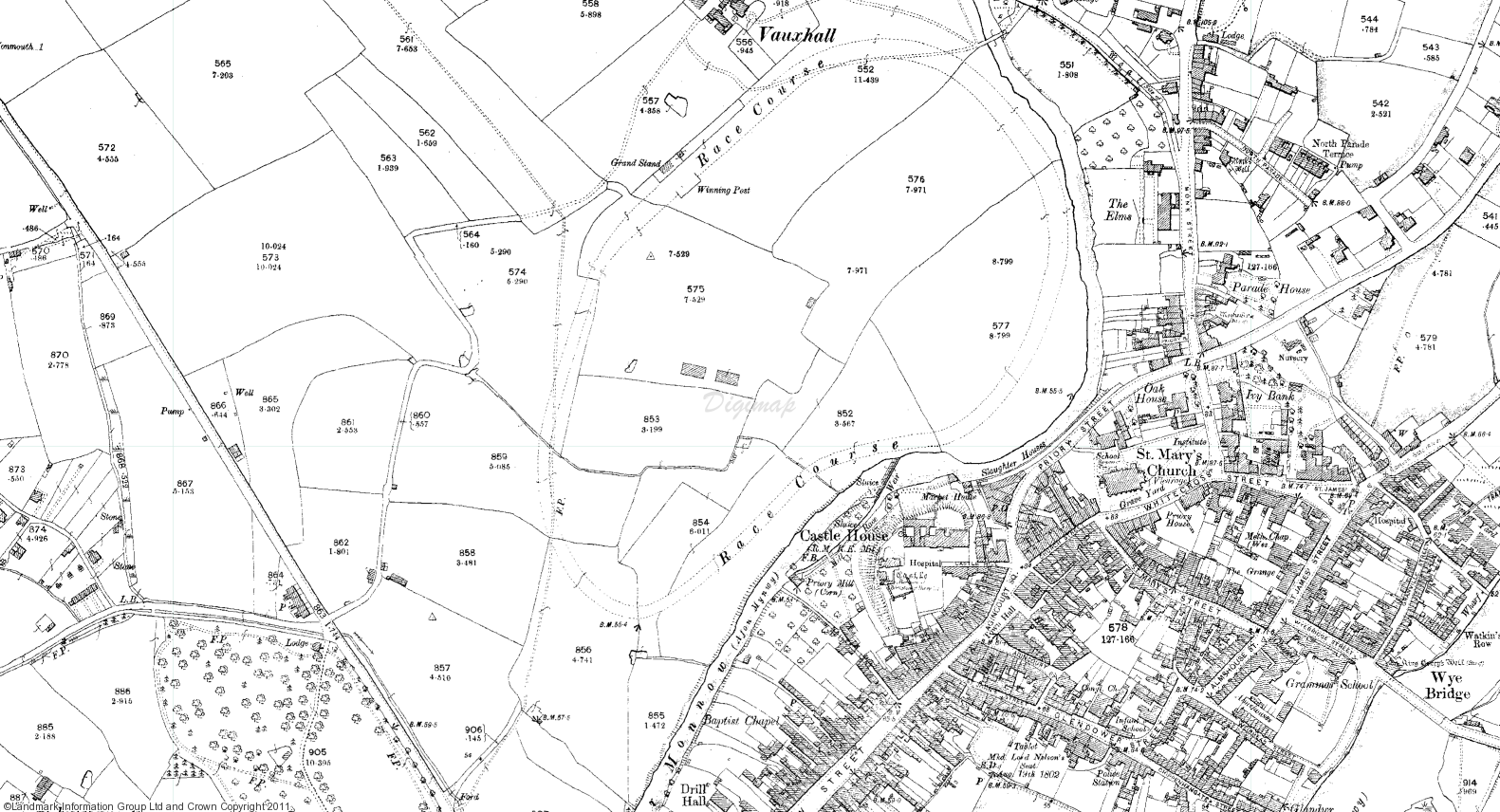
OS Map 1900 Showing Vauxhall Fields Horse Racing Course
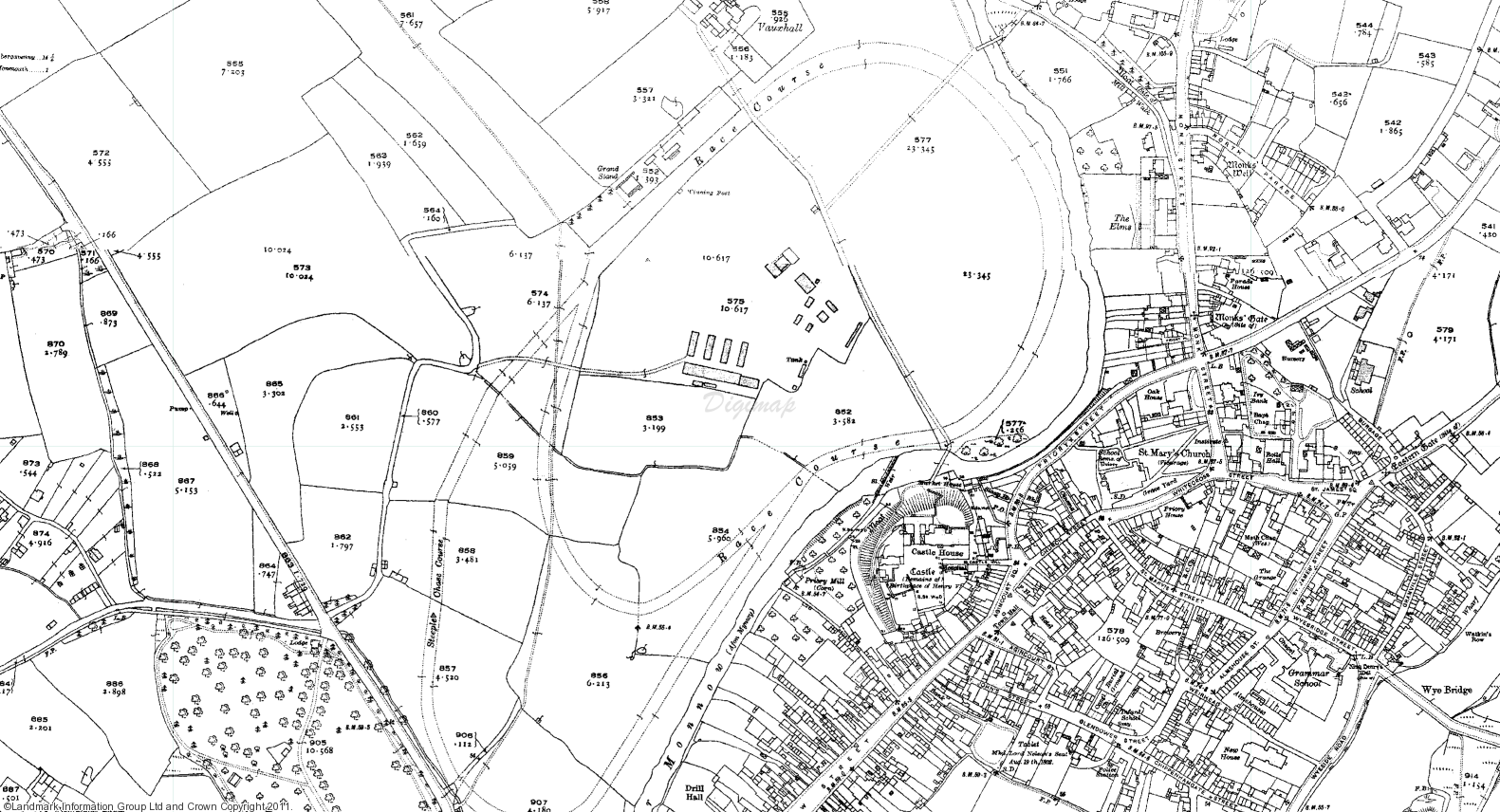
OS Map 1920 Showing Vauxhall Fields Horse Racing Course and the Army Camp at the Centre
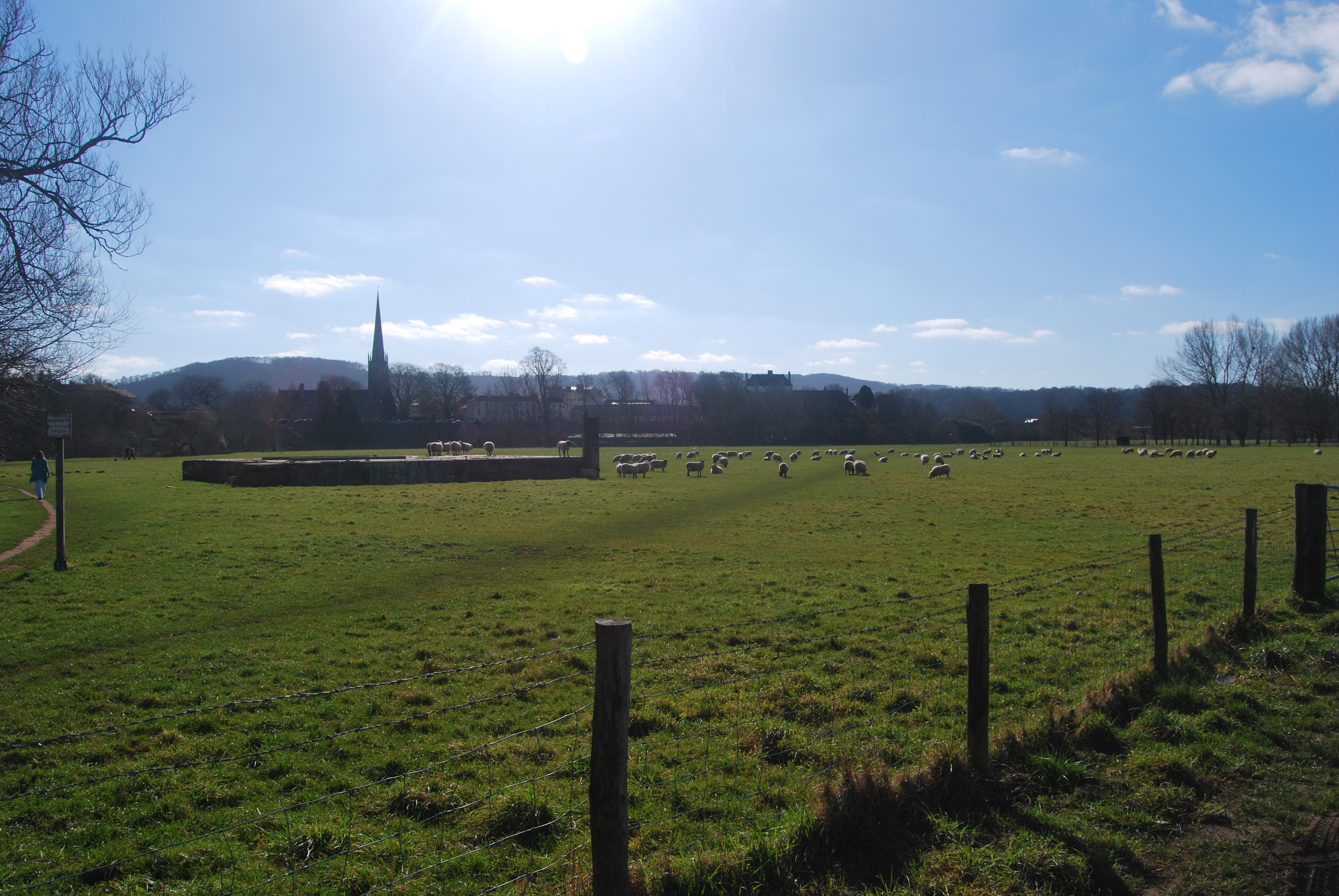
Looking toward Monmouth Town Centre
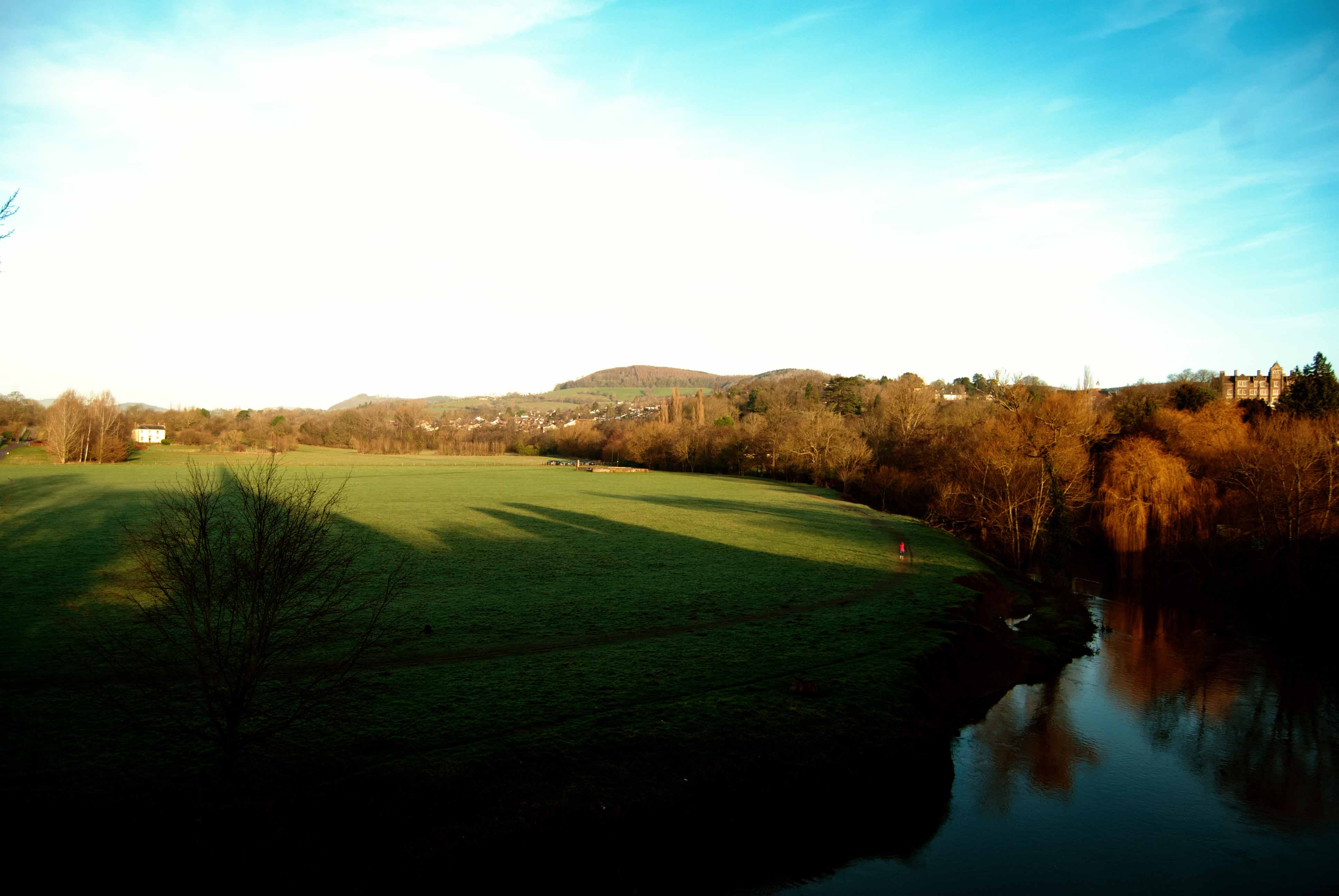
Vauxhall Fields looking north from the Slaughter Houses Monmouth
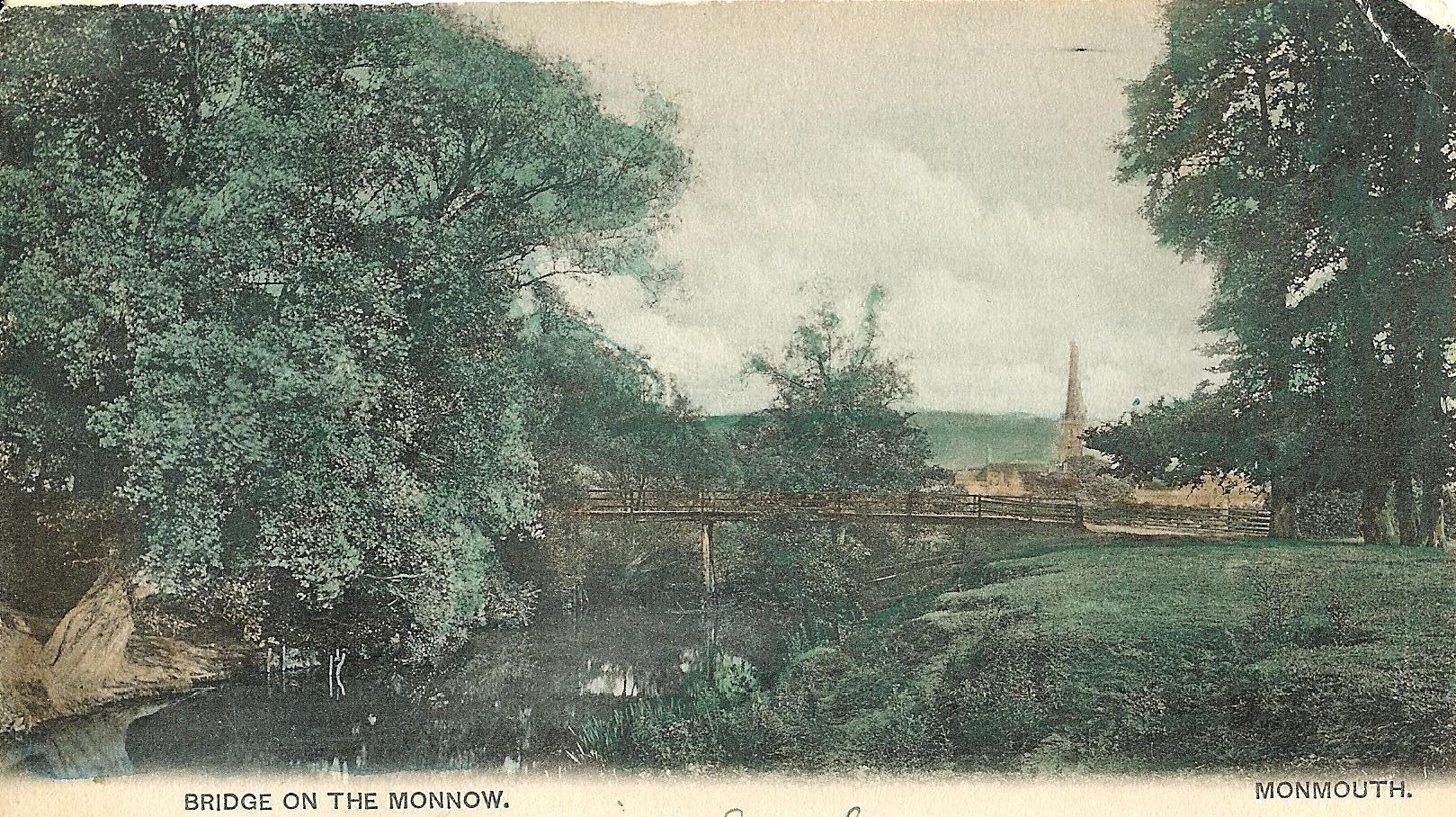
White Bridge at Vauxhall Fields - 1912
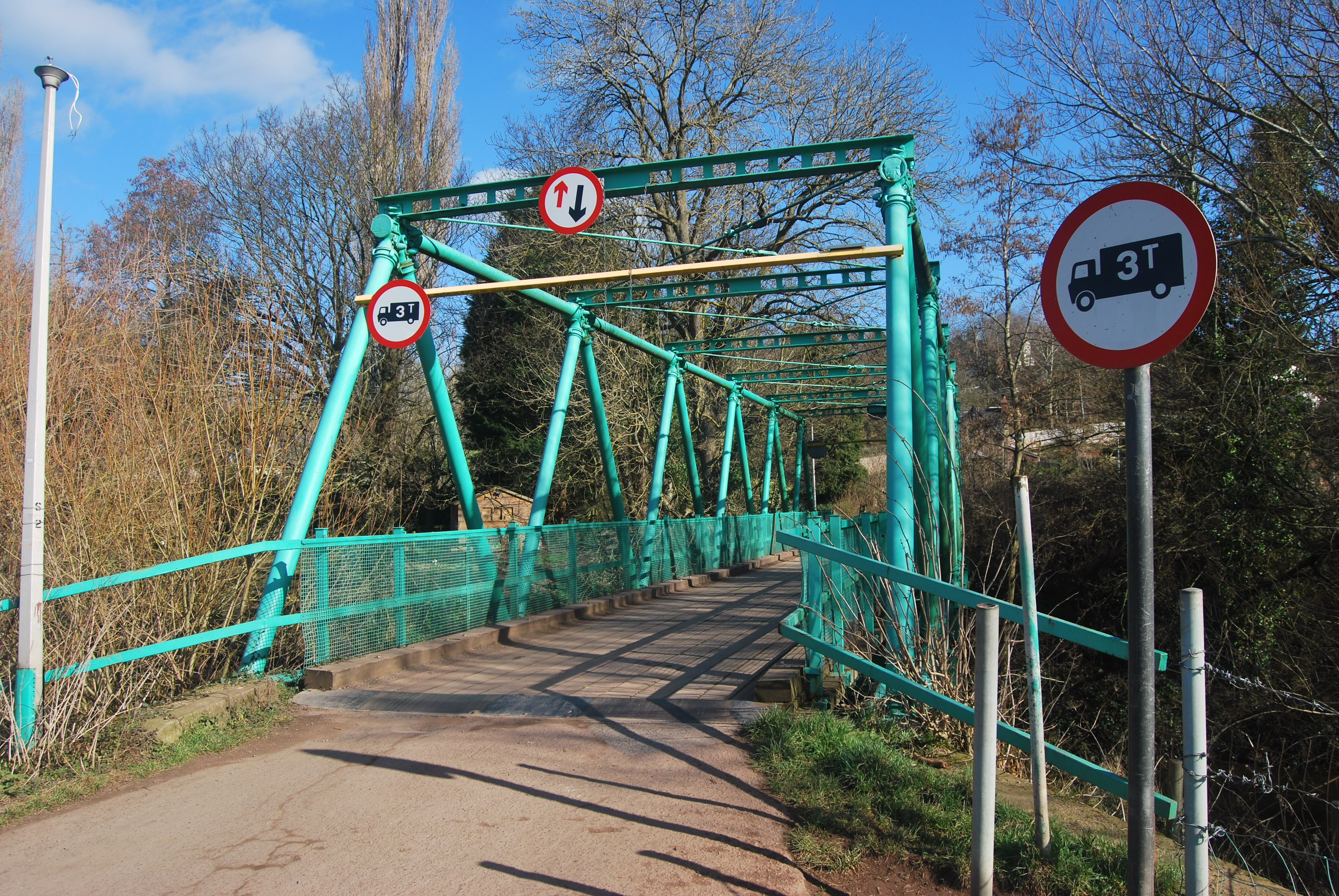
Inglis Bridge - 2012. Occupies the same position as the White bridge in 1905.
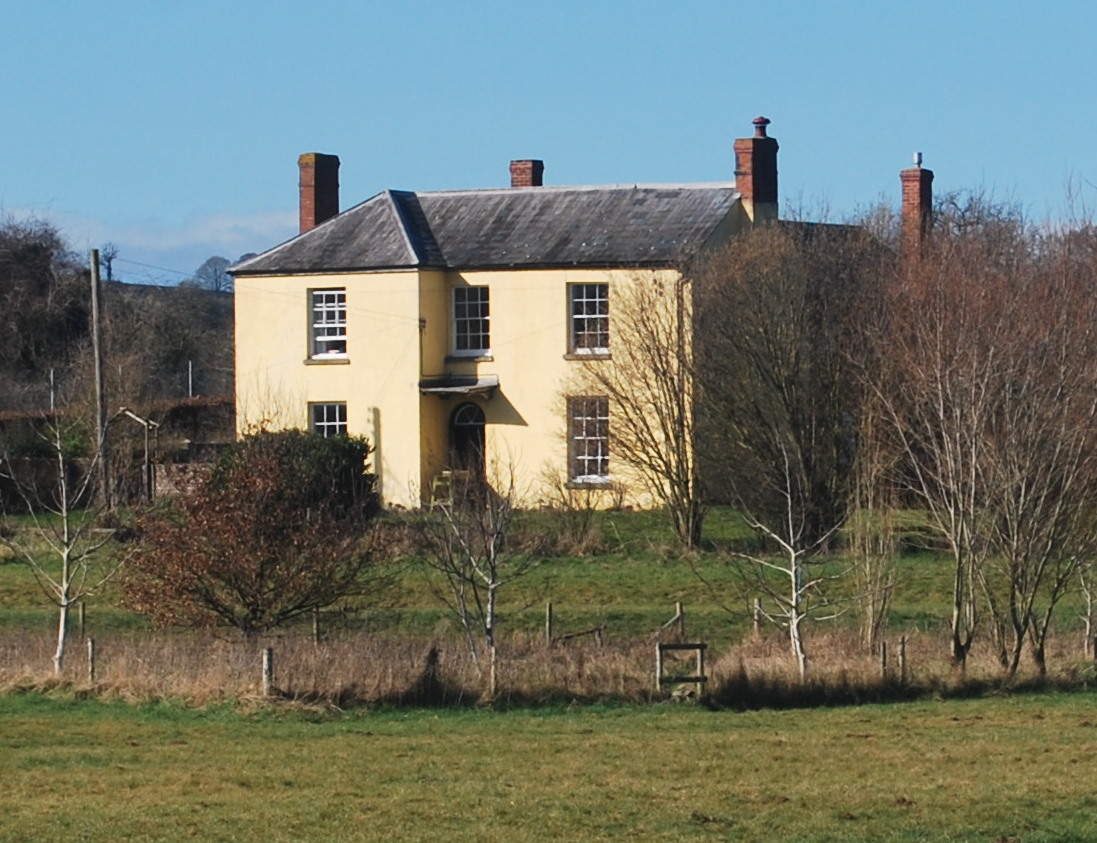
Vauxhall Farmhouse - Grade II Listed building - 2012
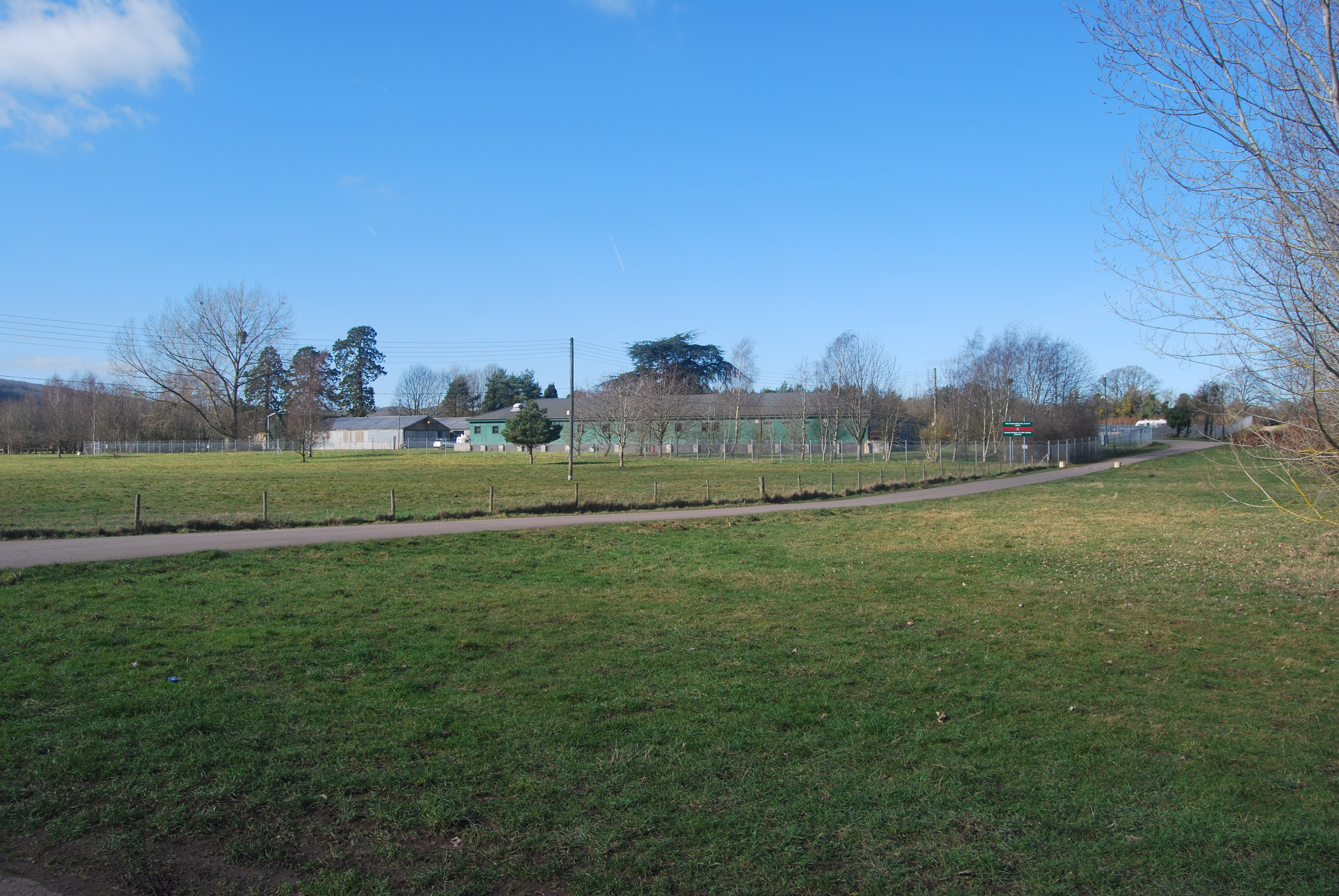
Military buildings in Vauxhall Camp
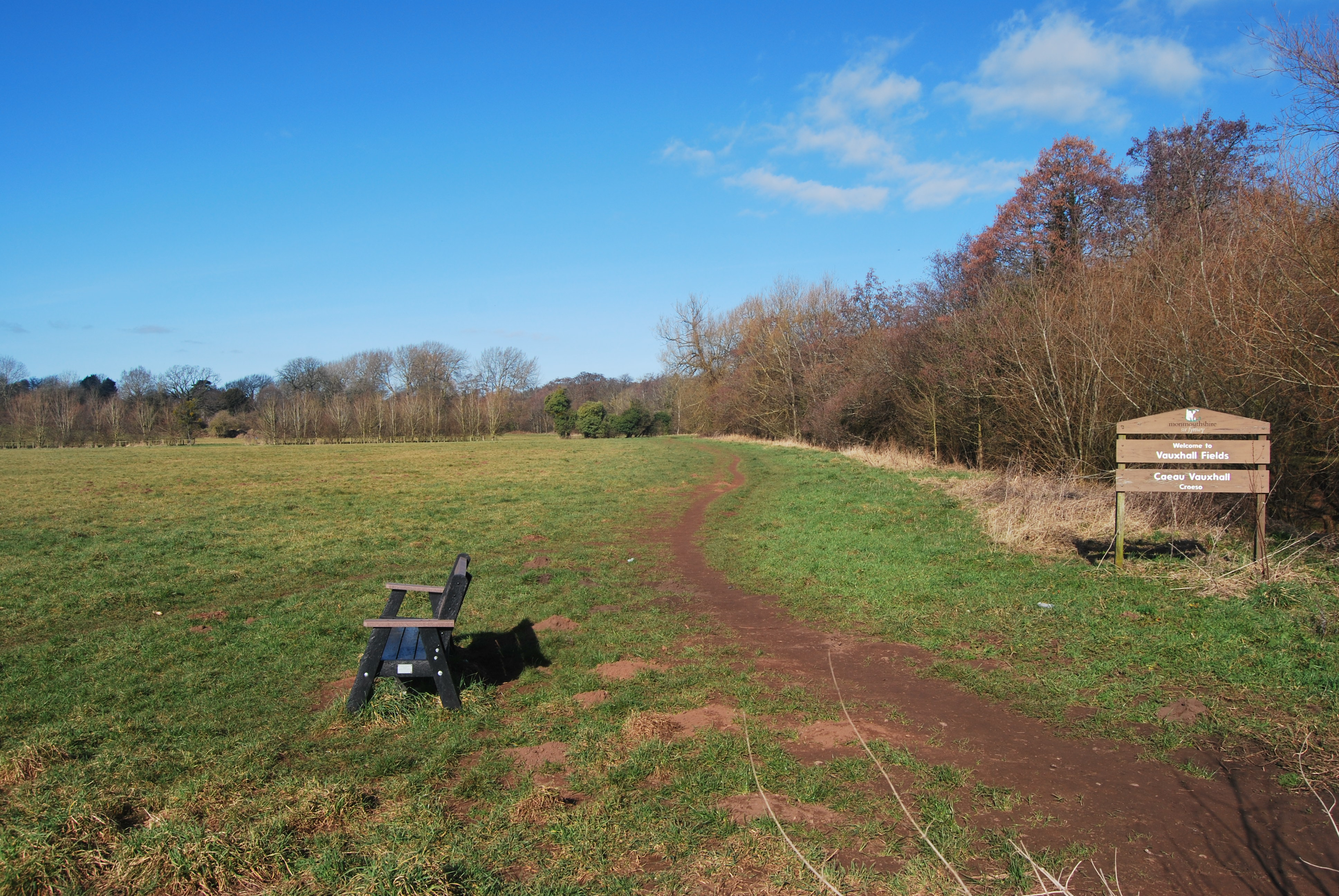
Vauxhall Fields Monmouth - North Facing
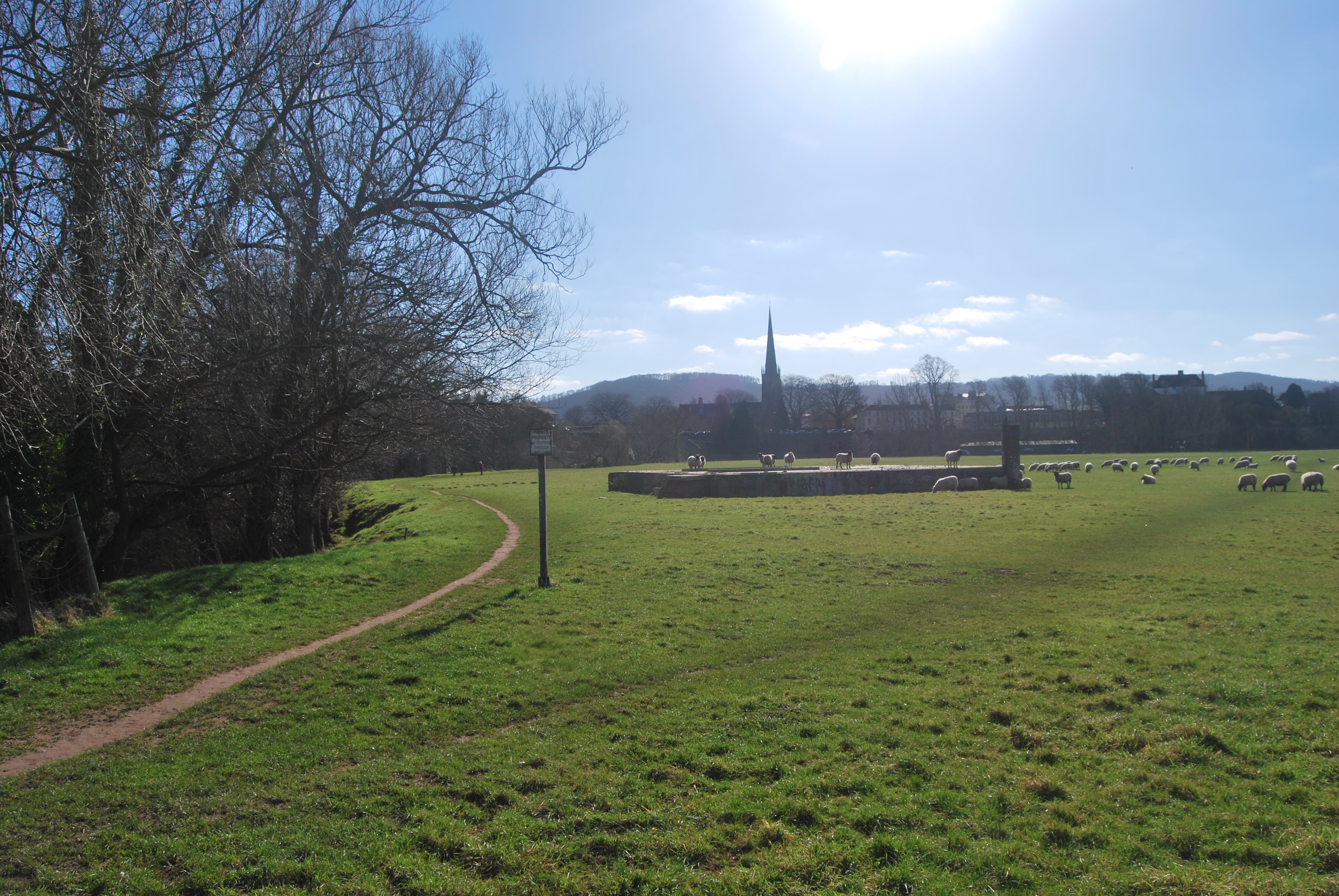
Fields Monmouth - South Facing